# Satyrus regulus
Satyrus regulus är en fjärilsart som beskrevs av Otto Staudinger 1887. Satyrus regulus ingår i släktet Satyrus och familjen praktfjärilar. Inga underarter finns listade.